# Igüeña
Igüeña é um município da Espanha na província de León, comunidade autónoma de Castela e Leão, de área 206,25 km² com população de 1500 habitantes (2007) e densidade populacional de 8,25 hab/km².

## Demografia
| Variação demográfica do município entre 1991 e 2004 | Variação demográfica do município entre 1991 e 2004 | Variação demográfica do município entre 1991 e 2004 | Variação demográfica do município entre 1991 e 2004 |
| --------------------------------------------------- | --------------------------------------------------- | --------------------------------------------------- | --------------------------------------------------- |
| 1991                                                | 1996                                                | 2001                                                | 2004                                                |
| 2464                                                | 2148                                                | 1824                                                | 1702                                                |